# Dino Beširović
Dino Beširović (IPA: [dîːno běʃiːroʋitɕ]; Viseu, 31 gennaio 1994) è un calciatore bosniaco con cittadinanza portoghese, centrocampista o attaccante dell'AIK.

## Biografia
Figlio dell'ex calciatore Nail Beširović, Dino nasce a Viseu in Portogallo, nazione in cui il padre si era trasferito nel gennaio 1992 poco prima dello scoppio della guerra in Bosnia ed Erzegovina.

## Carriera

### Club
All'età di sette anni, nel 2001, inizia a giocare a calcio nel Leixões, nella cui prima squadra militava suo padre Nail. Fa parte delle giovanili della stessa squadra del padre anche nel 2003-2004, con la parentesi al GD Beira-Mar. Una volta terminata la carriera da giocatore del padre, nel 2004 la famiglia si stabilisce in Bosnia-Erzegovina. Qui Dino entra nel vivaio dello Slaven Živinice, rimanendovi anche negli anni a seguire.
Terminata la scuola in Bosnia-Erzegovina nel 2012, decide di fare ritorno in Portogallo nella sua città natale, Viseu, per svilupparsi nella formazione Under-19 dell'Académico. Per l'annata 2013-2014 viene ceduto in prestito alla UD Sampedrense, all'epoca militante nella Divisão de Honra del distretto di Viseu, appartenente al quarto livello del calcio portoghese.
Durante l'estate 2014 torna in Bosnia-Erzegovina cominciando la stagione nell'NK Priluk, club della terza serie nazionale. Tuttavia, a campionato in corso, si trasferisce al Radnik Bijeljina, debuttando così nella massima serie bosniaca il 28 febbraio 2015 contro il Široki Brijeg. Beširović rimane al Radnik Bijeljina per quasi tre stagioni e mezzo, durante le quali partecipa alla conquista della prima coppa nazionale nella storia del club con il successo nella Kup Bosne i Hercegovine 2015-2016. A partire dal 2017 è anche capitano.
Il 22 giugno 2018 viene acquistato a titolo definitivo dai croati dell'Hajduk Spalato, a cui si lega con un contratto triennale. La sua permanenza in Dalmazia è tuttavia condizionata da un grave infortunio occorsogli proprio nel corso della sua seconda partita ufficiale, il 2 agosto 2018, quando si rompe il legamento crociato anteriore durante il secondo turno preliminare di Europa League sul campo dello Slavia Sofia. Rientra in campo a marzo con la squadra riserve, e solo a maggio con la prima squadra. Inizia la stagione all'Hajduk anche nell'annata successiva, ma viene utilizzato solamente in rare occasioni.
Nel gennaio 2020 viene dunque girato in prestito al club ungherese del Mezőkövesd-Zsóry, in cui si ritaglia sin da subito un posto da titolare. Sul finire del campionato, concluso dalla squadra con il quarto posto in classifica e da Beširović con cinque reti in sedici presenze, la società magiara sfrutta il diritto di riscatto per rilevare il giocatore a titolo definitivo. In gialloblu resta fino al giugno 2023, quando lascia il club dopo aver collezionato 118 presenze ufficiali in cui totalizza 24 gol e 21 assist.
Il 27 giugno 2023 viene ufficialmente ingaggiato dall'AIK, squadra svedese che stava cercando di rilanciarsi visto che al momento dell'arrivo di Beširović occupava un inusuale penultimo posto in classifica dopo dodici giornate. Il club ha poi centrato la salvezza, e l'anno seguente ha ottenuto la qualificazione alle coppe europee.

### Nazionale
Esordisce con la nazionale bosniaca il 28 gennaio 2018 in occasione dell'amichevole pareggiata per 0-0 contro gli Stati Uniti, partita in cui subentra ad Haris Medunjanin al 72º minuto. Tre giorni più tardi gioca un'altra amichevole, questa volta contro il Messico. Nel giugno 2021 colleziona altre due presenze in altrettante gare amichevoli contro Montenegro e Danimarca.

## Statistiche

### Presenze e reti nei club
Statistiche aggiornate al 30 giugno 2018.
| Stagione                | Squadra                 | Campionato              | Campionato | Campionato | Coppe nazionali | Coppe nazionali | Coppe nazionali | Coppe continentali | Coppe continentali | Coppe continentali | Altre coppe | Altre coppe | Altre coppe | Totale | Totale |
| Stagione                | Squadra                 | Comp                    | Pres       | Reti       | Comp            | Pres            | Reti            | Comp               | Pres               | Reti               | Comp        | Pres        | Reti        | Pres   | Reti   |
| ----------------------- | ----------------------- | ----------------------- | ---------- | ---------- | --------------- | --------------- | --------------- | ------------------ | ------------------ | ------------------ | ----------- | ----------- | ----------- | ------ | ------ |
| feb.-giu. 2015          | Radnik Bijeljina        | PL                      | 13         | 1          | CB              | -               | -               | -                  | -                  | -                  | -           | -           | -           | 13     | 1      |
| 2015-2016               | Radnik Bijeljina        | PL                      | 22         | 2          | CB              | 8               | 0               | -                  | -                  | -                  | -           | -           | -           | 30     | 2      |
| 2016-2017               | Radnik Bijeljina        | PL                      | 29         | 1          | CB              | 5               | 1               | UEL                | 2                  | 0                  | -           | -           | -           | 36     | 2      |
| 2017-2018               | Radnik Bijeljina        | PL                      | 29         | 4          | CB              | 1               | 0               | -                  | -                  | -                  | -           | -           | -           | 30     | 4      |
| Totale Radnik Bijeljina | Totale Radnik Bijeljina | Totale Radnik Bijeljina | 93         | 8          |                 | 14              | 1               |                    | 2                  | 0                  |             | -           | -           | 109    | 9      |
| Totale carriera         | Totale carriera         | Totale carriera         | 93         | 8          |                 | 14              | 1               |                    | 2                  | 0                  |             | -           | -           | 109    | 9      |

### Cronologia presenze e reti in nazionale
| Cronologia completa delle presenze e delle reti in nazionale ― Bosnia ed Erzegovina | Cronologia completa delle presenze e delle reti in nazionale ― Bosnia ed Erzegovina | Cronologia completa delle presenze e delle reti in nazionale ― Bosnia ed Erzegovina | Cronologia completa delle presenze e delle reti in nazionale ― Bosnia ed Erzegovina | Cronologia completa delle presenze e delle reti in nazionale ― Bosnia ed Erzegovina | Cronologia completa delle presenze e delle reti in nazionale ― Bosnia ed Erzegovina | Cronologia completa delle presenze e delle reti in nazionale ― Bosnia ed Erzegovina | Cronologia completa delle presenze e delle reti in nazionale ― Bosnia ed Erzegovina |
| Data                                                                                | Città                                                                               | In casa                                                                             | Risultato                                                                           | Ospiti                                                                              | Competizione                                                                        | Reti                                                                                | Note                                                                                |
| ----------------------------------------------------------------------------------- | ----------------------------------------------------------------------------------- | ----------------------------------------------------------------------------------- | ----------------------------------------------------------------------------------- | ----------------------------------------------------------------------------------- | ----------------------------------------------------------------------------------- | ----------------------------------------------------------------------------------- | ----------------------------------------------------------------------------------- |
| 28-1-2018                                                                           | Carson                                                                              | Stati Uniti                                                                         | 0 – 0                                                                               | Bosnia ed Erzegovina                                                                | Amichevole                                                                          | -                                                                                   | 72’                                                                                 |
| 31-1-2018                                                                           | San Antonio                                                                         | Messico                                                                             | 1 – 0                                                                               | Bosnia ed Erzegovina                                                                | Amichevole                                                                          | -                                                                                   | 46’ 61’                                                                             |
| 2-6-2021                                                                            | Sarajevo                                                                            | Bosnia ed Erzegovina                                                                | 0 – 0                                                                               | Montenegro                                                                          | Amichevole                                                                          | -                                                                                   | 54’                                                                                 |
| 6-6-2021                                                                            | Brøndbyvester                                                                       | Danimarca                                                                           | 2 – 0                                                                               | Bosnia ed Erzegovina                                                                | Amichevole                                                                          | -                                                                                   | 61’                                                                                 |
| Totale                                                                              |                                                                                     | Presenze                                                                            | 4                                                                                   |                                                                                     | Reti                                                                                | 0                                                                                   |                                                                                     |

## Palmarès

### Club

#### Competizioni nazionali
- Coppa di Bosnia ed Erzegovina: 1

Radnik Bijeljina: 2015-2016